# Notsodipus keilira
Notsodipus keilira är en spindelart som beskrevs av Norman I. Platnick 2000. Notsodipus keilira ingår i släktet Notsodipus och familjen Lamponidae. Inga underarter finns listade i Catalogue of Life.